# Núria Solsona i Pairó
Núria Solsona i Pairó (Sabadell, 1953) és una professora i investigadora catalana, química de formació i experta en coeducació i història de la ciència. Autora de nombroses publicacions sobre aquestes matèries, ha esdevingut una figura clau pel que fa a la incorporació de la coeducació a l'escola. Solsona s'ha especialitzat a investigar les relacions i el paper de les dones en la Ciència.

## Trajectòria professional
Solsona ha estat i és membre de diversos grups de treball per la igualtat i la coeducació, també ha estat consultora internacional, així com responsable de programes de coeducació i professora de cursos i màsters universitaris. A més, ha participat en recerques finançades pel Centre d'Investigació i Docència Econòmiques (CIDE), l'Instituto de la Mujer Estatal i l'Institut Català de les Dones.

## Dones i ciència
L'any 1977 començà a treballar com assessora en coeducació pel Departament d'Ensenyament de la Generalitat de Catalunya. Aleshores, es va interessar per la manca de presència de les dones en la Història de la Ciència la qual cosa va marcar tota la seva recerca i producció acadèmica posterior. A partir d'aquesta absència de les dones en la història de la ciència i la seva invisibilització denuncia la falta d'incentius perquè les estudiants optin per les carreres de tecnologia i ciència.
| « | Vaig anar tirant del fil. Si en la Història de les Ciències costa trobar aquest tipus d'exemples, com ha de fer-se amb l'educació científica: com amb l'aprenentatge o la recerca de les dones que aspiren a les ciències. | » |

Recorda, a més, el valor d'utilitzar un llenguatge que no discrimini a les nenes a l'escola.

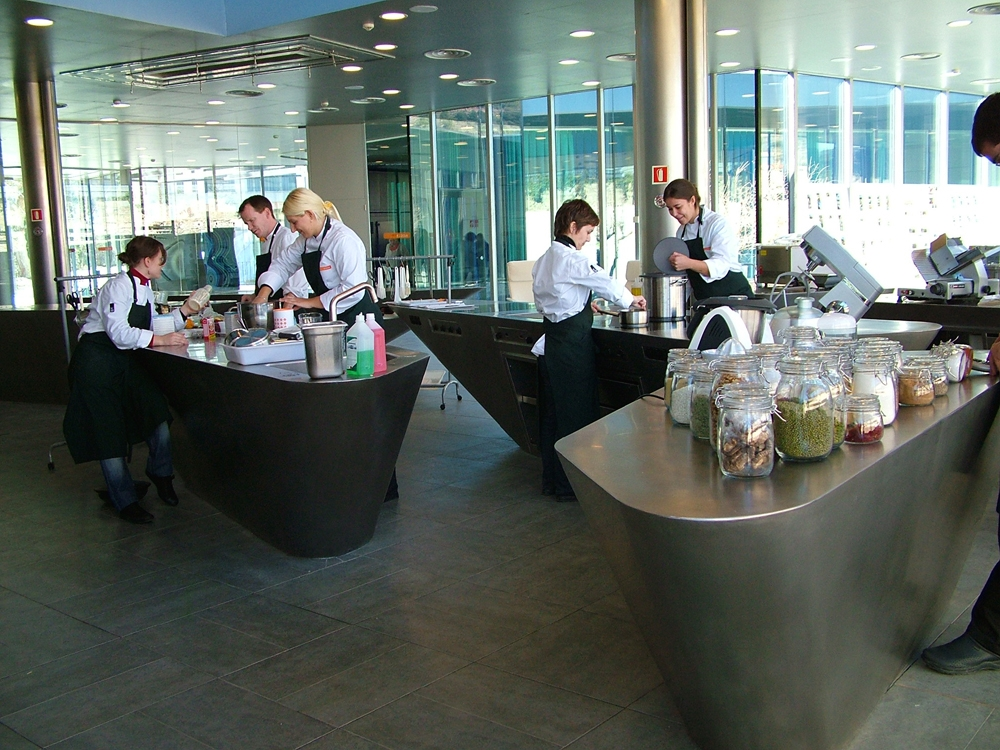
Cuina científica

| « | La majoria dels professors i professores parlen de “els científics”, “els investigadors”, en masculí. I l'assumpte del llenguatge, encara que sigui un tema menys incident, en el dia a dia de les aules és molt important. | » |

### La química de la cuina
Solsona proposa canviar el context d'aprenentatge de la química substituint el laboratori escolar per una cuina-laboratori buscant la inclusió en el coneixement escolar dels sabers tradicionalment adjudicats a les dones i associats a la cura.
És autora de diversos llibres en els quals reivindica el reconeixement d'aquest saber científic de les dones i la necessitat de la seva incorporació a la formació a les aules. Així ho planteja en treballs com La química de la cocina (2002) o en "Cuinar, planxar i tenir cura d'altri a escola" (2005).

## Obra

### Publicacions
- ¿Qué modelo de ciencia puede favorecer la coeducación? (1991) Universitat de València
- Sistemes químics (1997) Ciència Activa
- Mujeres científicas de todos los tiempos (1997) Talasa ISBN 84-88119-49-6
- El cambio químico. Guías para el profesorado de ESO de Ciencias de la Naturaleza. (1998) N. Solsona Pairó, N. Sanmartí Madrid, Praxis
- L'emergència de la interpretació dels fenòmens químics. (1998) UAB
- La química de la cocina. Educación Secundaria. (2002) Instituto de la Mujer. Cuadernos de Educación no Sexista, 13
- Las científicas y su historia en el aula. (2003) M. Álvarez, T. Nuño, N. Solsona. Madrid Síntesis
- El saber científico de las mujeres. (2003) Madrid, Talasa
- Aprender a cuidar y a cuidarnos. Experiencias para la autonomía de la vida cotidiana (2005) Nuria Solsona, Amparo Tomé, Rafaela Subías, Judit Pruna i Xus de Miguel. Editorial Octaedro. En català (2003)[8]
- La cocina de mestizaje, un puente entre culturas. (2005) Barcelona, Praxis.
- Cuinar, planxar i tenir cura d'altri a escola. (2005) Octaedro en català ISBN 84-8063-708-0
- Sabers femenins a l'Europa moderna. (2009) Núria Solsona, Julia Cabaleiro, Maria Llïsa Cunillera. Editorial Octaedro, en català. ISBN 978-84-9921-046-9
- Una educación química que promueva el interés de chicas y chicos. (2011) Jimenez, MP (ed.) Cuaderno de indagación en el aula y competencia científica. Madrid, Ministerio de Educación, IFIE.

### Articles
Solsona ha publicat els seus treballs en nombroses revistes especialitzades en docència: Cuadernos de Pedagogía, Enseñanza de las Ciencias, Alambique, Aula, Asparkia o el International Journal of Sciencie Education i el Journal of Science Education.
- Diferentes experiencias en el laboratorio: la influencia del género. (1998) Alambique, 16, 60–68
- Un modelo para la instrumentación didáctica del enfoque Ciencia- Tecnología – Sociedad. (1999) Pensamiento Educativo. Vol. 21, 57–76.
- El conocimiento doméstico y los cambios químicos. Pasteles, tortillas y sustancias. (2001) Cuadernos de Pedagogía, 299, 40–50.
- La ciencia de la cocina, una experiencia en el aula, en Educación Primaria. Orientaciones y recursos (6-12 años) (2004) 468 /30–46). Madrid, Praxis.
- Guía de buenas prácticas para favorecer la igualdad entre hombres y mujeres en educación. (2006) Autoría: Amaro Tomé, Carlos Lomas, María Elena Simón, Nuria Solsona, Pilar Ballarín, Nieves Blanco. Editado por la Consejería de Educación de la Junta de Andalucía.
- Algunas preparaciones culinarias, un apoyo para el trabajo en el aula de Química (2006) en Quintanilla, M. Adúriz, A. (ed). Enseñar Ciencia en el nuevo Milenio. Retos y propuestas, 91-118. Santiago de Chile, Universidad Católica de Chile.
- La cocina, un espacio educativo. (2007) Aula, 159, 28-32.
- Innovación educativa centrada en los saberes de las mujeres (2008) en Emakunde (ed.) Congreso Internacional Sare 2008: Igualdad en la innovación, innovación para la igualdad, 83-96.
- El aprendizaje del cuidado en la escuela (2008) en García, Marta (ed) Las mujeres cambian la educación. Madrid, Narcea, 199-228.
- Una experiencia competencial de química y bizcochos en el aula. (2010) Aula para la Innovación Educativa, 188, 52-55.
- La Química en la cocina, un contexto fértil para el aprendizaje y la investigación química. (2012) Ciencia Escolar, Vol 2(1), 45-75.
- La influencia del género en la enseñanza de las ciencias en las primeras edades, en Silvio Daza y Mario Quintanilla (eds.) La enseñanza de las ciencias naturales en las primeras edades. Su contribución a la promoción de competencias de pensamiento científico, 144-174. Barrancabermeja, UNIPAZ.
- Los saberes científicos de las mujeres en el currículum Scientific Knowledge of Women at the Curriculum. (2015) Revista Qurriculum.